# Генуезька конференція
Генуе́зька конфере́нція — міжнародна зустріч з економічних і фінансових питань у Генуї (Королівство Італія), проходила з 10 квітня по 19 травня 1922 року. В ній брали участь більше 30 держав та британських домініонів.  Головним питанням конференції було повоєнне відновлення міжнародного економічного порядку, у зв’язку з чим на основі рішення Верховної Ради Антанти в Каннах (січень 1922), це була перша представницька міжнародна конференція, на яку запросили делегації країн Четверного союзу та Радянської Росії ( яка представляла ще сім «радянських республік» – від Української та Білоруської до Бухарської та Хорезмської). США не брали участі в цій конференції, пояснюючи це тим, що вона має не суто економічний характер, а скоріше політичний. США були представлені спостерігачем — послом в Італії Р. Чайлдом. З делегатів західних держав найактивнішу роль грали Девід Ллойд Джордж, Джордж Керзон (Велика Британія), К. Вірт, Вальтер Ратенау (Німецька Держава), Л. Факта (Королівство Італія), Луї Барту, К. Баррер (Французька республіка).

## Короткий опис
Ініціатором та «локомотивом» конференції став британський прем‘єр-міністр Д. Ллойд Джордж, який визначив метою конференції «розглянути відновлення економічної Європи»[1]. 
На конференції було створено 4 комісії:
- політична
- фінансова
- економічна
- транспортна

Російська радянська делегація була включена лише в політичну комісію.
В результаті роботи конференції були підготовлені пропозиції в питаннях стабілізації міжнародної валютної системи (оформлені у вигляді дванадцяти резолюцій)516 включали визнання того, що грошова стабілізація є суттєвим елементом відбудови післявоєнної Європи, а також необхідності гарантування емісійних банків від політичного тиску. 
Тобто рішення Генуезької конференції не просто підтверджували відновлення золотого стандарту, а й, по суті, поклали край суперечкам між прихильниками монометалізму та біметалізму (в усякому випадку в практичній площині). 
Враховуючи це, рекомендувалося, щоб європейські уряди офіційно проголосили відновлення золотого стандарту як свою  мету і розробили відповідні програми (які б, зокрема, передбачали бюджетне балансування з обмеженою фідуціарною емісією). Надалі («коли для цього виникнуть необхідні умови») уряди повинні визначити та зафіксувати золотий вміст («вартість») своїх грошових одиниць та встановити золоті паритети, які можна буде закріпити у відповідній міжнародній конвенції. (Хоча, на думку експертів, така конвенція і не обов‘язково повинна була мати універсальний характер, навіть для країн Європи). 
Встановлені паритети повинні використовуватися в ході операцій на вільному валютному ринку (інакше кажучи, не мати штучного, адміністративного характеру), а грошова емісія – забезпечуватися наявністю відповідних резервів, до складу яких зможуть, поряд із золотом, зараховуватися також «валютні цінності» або «девізи» (залишки на банківських рахунках в іноземних валютах, іноземні банкноти або короткострокові цінні папери тощо). Передбачалося також відновлення роботи вільного ринку золота («коли це дозволятиме ситуація») та забезпечення  країнами взаємної купівлі-продажу своїх валют (за нинішньою термінологією – взаємна конвертованість). 
Таким чином, з пропозицій Конференції випливало, що «Конвенція базуватиметься на золотодевізному стандарті» (gold-exchange standard). Для цього кожна країна повинна підготувати відповідну законодавчо-нормативну базу стосовно гарантування міжнародної вартості своєї валюти за встановленим паритетом, а регулювання кредитної емісії здійснювати в спосіб, який забезпечуватиме зберігання такого паритету та уникнення коливань купівельної спроможності золота. 
Таким чином, можна констатувати, що на Генуезькій конференції не відбулося конституювання нової «Генуезької» золотодевізної або золотозливкової валютної системи, а були лише намічені (а точніше – підтверджені та деталізовані) деякі напрями відновлення системи золотого стандарту (щодо яких було досягнуто принципової згоди ще під час Брюссельської фінансової конференції).  
 У радянській науковій традиції Генуезька конференція розглядалася практично виключно в контексті питання виплати (точніше, відмови від виплати) царських боргів та встановлення економічних стосунків між двома країнами-паріями – Німеччиною та Радянською Росією. 
Конференція мала важливе значення для уряду РСФРР, що не мав тоді міжнародного визнання. Головою делегації РРФСР був призначений Ульянов (Ленін); заступником — Георгій Чичерін, який у Генуї, куди Ленін не виїжджав, користувався всіма правами голови. У склад делегації Росії також входили: Леонід Красін, Максим Літвінов, Вацлав Воровський, Ян Рудзутак, Адольф Йоффе, Християн Раковський, Наріман Наріманов, Олександр Шляпніков, Тімофей Сапронов, Буду Мдівані, Олександр Бекзадян, Файзулла Ходжаев, Микола Янсон.
   У ході цієї конференції радянська сторона запропонувала рівноправне економічне співробітництво всіх держав, загальне скорочення озброєнь та збройних сил, скликання всесвітнього конгресу для встановлення загального миру.
Західні делегації різко виступили проти радянських пропозицій, обґрунтовуючи це тим, що не треба перевантажувати роботу конференції і в першу чергу треба обговорити проблему боргів. Згодом рада Антанти висунула вимоги радянській Росії щодо повернення боргів, але радянська сторона рішуче відхилила їх і висунула свої претензії про відшкодування збитків, яких завдали радянській Росії іноземні держави під час воєнної інтервенції. Пізніше радянська сторона висловила готовність компенсувати збитки іноземців у Росії, якщо будуть відшкодовані радянські втрати від іноземної інтервенції. Разом з тим вона погоджувався сплатити довоєнні борги за умови відстрочення їх на 30 років і надання радянській державі кредитів.
Незабаром радянській стороні було висунуто нові умови, які вона знов відхилила. Таким чином в цьому питанні конференція зайшла в глухий кут і в принципі не принесла нічого позитивного.
Але радянська Росія винесла деякий позитив з цієї конференції, під час якої вона уклала Рапалльський договір з Німецькою Державою 16 квітня 1922 року, який передбачав відновлення дипломатичних стосунків, скасування взаємних відшкодувань, розвиток торгівлі та інше.
  Участь у цій конференції була важлива більшовикам також з точки зору забезпечення зовнішньої підтримки для «нової економічної політики» з боку західних країн (які, навіть, наївно сподівалися на відновлення приватної власності та відповідні компенсації з боку більшовиків). Стосовно дебатів у валютно-грошових питаннях, то, видається, що більшовики не брали в них участі (тим більше, що ці питання часто вирішувалися кулуарно), але їх результати були опосередковано використані пізніше – при проведені грошової реформи 1924 року та карбуванні «золотого червонця». Що ж стосується «боргової проблеми», то, незважаючи на гучну відмову від сплати зовнішнього боргу, його таки довелося сплачувати (хоча лише частково) у часи горбачовської Перебудови. 
[1] Mills J.S. The Genoa Conference. London:Hutchinson         and         Co.,1922, p.10 - URL:https://archive.org/details/     genoaconference00milluoft 